# 1,2,3-trinitrobenzen
1,2,3-trinitrobenzenul este un compus organic cu formula chimică C6H3(NO2)3. Este unul dintre derivații trinitrați ai benzenului.